# 孫智敏
孫智敏。字廑才，浙江錢塘縣人，清朝藏书家、书法家、政治人物、進士出身。

## 生平
其祖上为余姚横河孙氏，与族兄孫興敏同为钱塘知名藏书家，斋名知止居。光緒二十九年（1903年），中式癸卯科二甲進士。同年闰五月，改翰林院庶吉士；散館授翰林院編修。曾历任浙江高等学堂(今浙江大学)和两级师范学堂监督(今称校长)。擅长书法，尤工楷书，风格娟秀。晚年移居上海，以变卖所藏书籍为生。